# Pernis
Pernis ist ein Dorf im Stadtgebiet von Rotterdam mit 4.965 Einwohnern (Stand: 1. Januar 2024). Das Dorf mit 1,6 km² liegt inmitten der Hafenanlagen an der Nieuwe Maas isoliert von der restlichen Wohnbebauung und hat sich so im Kern einen relativ dörflichen Charakter bewahrt.
Die Kirchengemeinde Pernis ist eine der ältesten Kirchengemeinden im westlichen IJsselmonde. Bereits 1307 gab es eine Kirche mit eigenem Pfarrer und Mesner. Pernis folgte in 1580 Charlois und Rotterdam in der Reformation. Pernis war schon vor dieser Zeit eine sehr alte kirchliche Gemeinschaft. Pernis war traditionell ein Bauerndorf. Das Suffix -nis bezieht sich auf ein altholländisches Wort für Landzunge, in dem das Wort 'Nase' zu erkennen ist. Im achtzehnten Jahrhundert begann die Pernisser-Seefischerei, in der die Fischer bis nach Island segelten. Auf dem Höhepunkt der Fischerei gab es 22 Pernisse-Fischerboote. Im 19. Jahrhundert hatte das Dorf auch eine blühende Lachsfischerei. 1934 wurde das Dorf vom expandierenden Rotterdam eingemeindet. Um Pernis herum entstanden umfangreiche Hafenanlagen, darunter der Eemhaven mit Containerterminals und der erste und zweite Ölhafen, in denen gigantische Raffinerien, unter anderem von Shell, stehen und durch die der Name Pernis vor allem international bekannt ist.

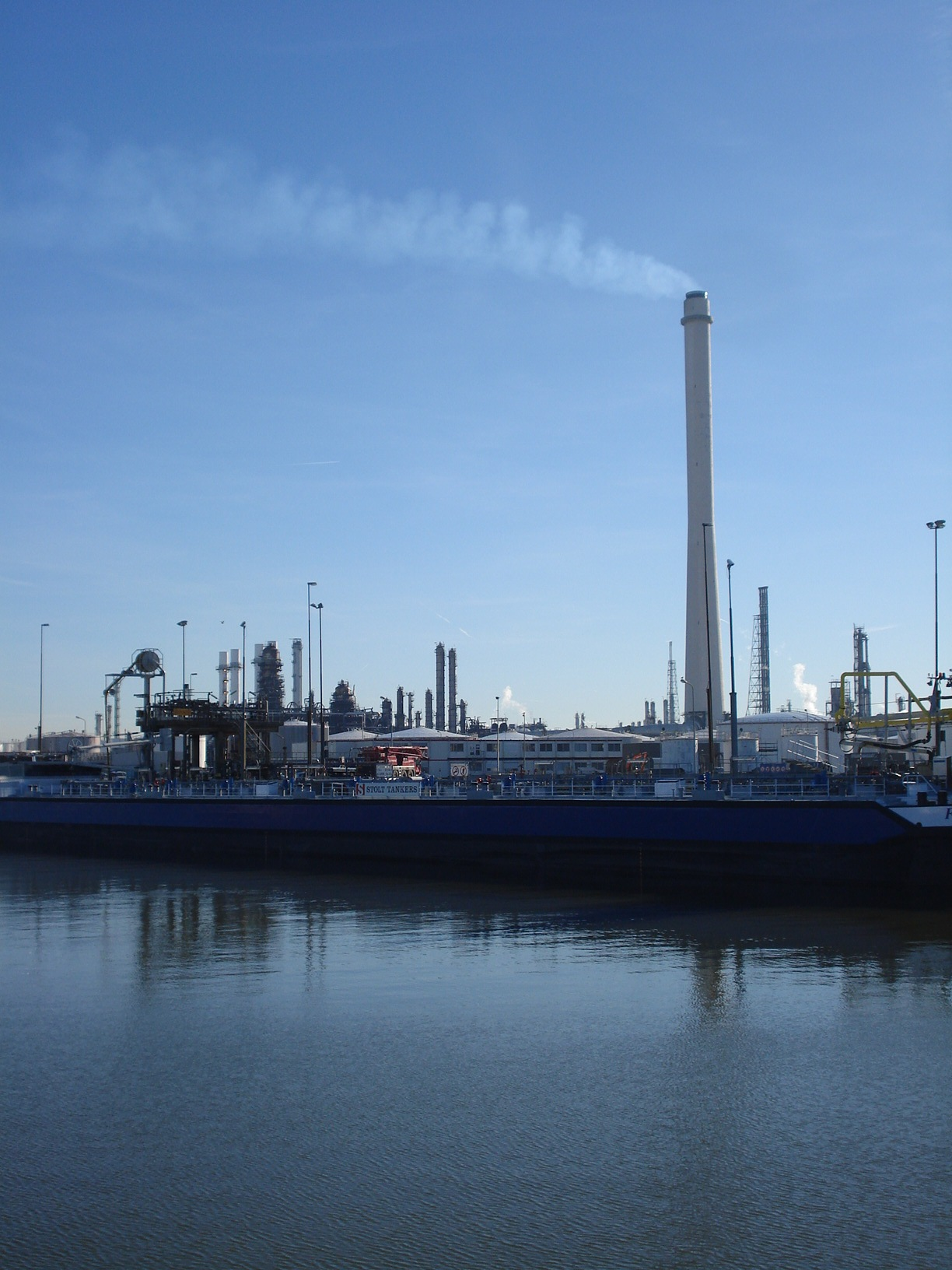
Raffinerieanlage von Shell in Pernis

Wahrscheinlich aufgrund seiner Isolation hat Pernis nur einen Anteil allochthoner Bevölkerung von 7 % und liegt damit weit unter dem Schnitt von 46 % in Gesamt-Rotterdam. Eine Anbindung an den öffentlichen Schienennahverkehr gibt es erst seit 2002, als die Metro Rotterdam die Station Pernis auf der neuen Beneluxlinie eröffnete.